# Leopold Ferdinand Schwerdt
Leopold Ferdinand Schwerdt, slovenski glasbenik avstrijskega rodu , *  ~ 1770, Weizendorf, Avstrija, † 2. oktober 1854, Ljubljana.
Leopold Ferdinand Schwerdt spada v skupino na Slovenskem naturaliziranih tujcev, med katerimi so bili poleg njega tudi Anton Höller, Gašpar Mašek, Josip Mikš, Janez Slavik in drugi, ki so s svojim ustvarjalnim delom vplivali na razvoj slovenske glasbe. V glavnem so bili to poklicni glasbeniki, ki so pisali cerkvene, posvetne, komorne in orkestralne skladbe, maše in oratorije. Prišli so v naše kraje iskat zaslužka. V glasbi so se izobrazili doma, kjer je bilo gotovo več možnosti šolanja.

## Življenje in delo
Kje se je učil glasbe ni znano. V Ljubljano je verjetno prišel leta 1806 in tu deloval kot pevec, zborovodja, organist, violinist, čelist, kontrabasist, dirigent, učitelj glasbe in posebno še kot skladatelj. Sodeloval je z gostujočimi gledališkimi skupinami, napisal je glasbo za igro Josefa Aloisa Gleicha Der Mohr von Semegonda in komedijo Die wandernden Komödianten ter pri obeh uprizoritvah sodeloval kot pevec in igralec. leta 1807 je postal pevec v stolnici svetega Nikolaja v Ljubljana in učitelj v njeni glasbeni šoli. V letih 1812−1820 je bil kapelnik cerkve sv. Jakoba v Ljubljani, pri kateri je 1812 ustanovil glasbeno šolo. V istem obdobju je tudi dirigiral (Haydnov oratorij Letni časi, 1818). Leta 1826 je še bil v Ljubljani in se preživljal s poučevanjem in prodajo lastnih skladb. Leta 1828 se je najprej umaknil v samostan Kostanjevica pri Novi Gorici, 1836 v Karlovec in 1837 v Novo mesto. Leta 1848 je igral pri godbi ljubljanske Narodne straže, kasneje pa živel pri frančiškanih. Umrl je 2. oktobra 1854 v ljubljanski ubožnici.
Schwerdt je bil zelo plodovit skladatelj. Zložil je okoli 150 tedaj zelo cenjenih in priljubljenih skladb, največ cerkvenih, med njimi maše, rekvieme, motete, himne, pesmi; tudi med njegovimi posvetnimi skladbami so pomembna dela. Seznam skladb ljubljanske stolnice za leto 1864 navaja med 139 naštetimi 8 Schwerdtovih latinskih maš (med temi 2 slovesni, 2 pastoralni), 5 rekviemov, 3 Te Deum in himno Caelestis urbs Jerusalem. Schwerdtovi edini znani orkestralni deli sta poznoklasicistični Simphonia v Es-duru in GrandeSerenade z izrazito bidermajersko melodiko, viri poročajo še o eni simfoniji in plesnih skladbah. Njegov slog je formalno lep, gladek, eleganten, lahek, naslanjajoč se na vzore klasikov, zlasti Haydna. Bil je eden izmed najvažnejših glasbenih oblikovalcev klasicističnega obdobja na Slovenskem in učitelj Luki Dolinarju.